# 罗德里戈·罗梅罗
罗德里戈·罗梅罗（西班牙語：Rodrigo Romero，1982年10月8日—），巴拉圭男子足球运动员，司职守门员。他曾入选2004年夏季奥林匹克运动会巴拉圭男子足球队名单，但并未上场参赛。